# Igor Berezovsky
Igor Berezovsky (auch Beresowski; russisch Игорь Березовский/Igor Beresowski; * 17. Mai 1971 in Odessa) ist ein deutscher Schachspieler ukrainischer Herkunft, der der von Januar 1994 bis Januar 1997 für den russischen Schachverband gemeldet war und seit Februar 2014 für den Schachverband von Monaco spielt. Er trägt seit 2001 den Titel eines Internationalen Meisters. 
1997 gewann er das 4. Backnanger Open. 2002 wurde er in Schlier baden-württembergischer Schnellschachmeister. Berezovsky spielt für die Stuttgarter Schachfreunde 1879, für die er 2001 bis 2005 auch in der 1. Bundesliga aktiv war. Er spielte auch schon in ukrainischen, französischen (für Monaco) und Schweizer Ligen sowie in Luxemburg für De Sprénger Echternach.
Bei der Schacholympiade 2018 in Batumi erreichte Berezovsky am dritten Brett von Monaco 5,5 Punkte aus 7 Partien.
Seine Elo-Zahl beträgt 2395 (Stand: November 2023), seine bisher höchste Elo-Zahl von 2445 erreichte er im Juli 2007.

## Privates
Igor Berezovsky ist mit Svetlana Berezovska verheiratet, die 2015 und 2017 die monegassische Frauenmeisterschaft gewann und seit 2016 den Titel Woman Candidate Master trägt. Die gemeinsame Tochter Fiorina gehörte bei der Schacholympiade 2016 in Baku im Alter von neun Jahren zur monegassischen Frauenauswahl.